# Shook Ones Pt. II
«Shook Ones Pt. II» es una canción del dúo de hip hop estadounidense Mobb Deep. Fue publicada el 7 de febrero de 1995 como el sencillo principal de su segundo álbum de estudio, The Infamous.

## Composición y arreglos
Musicalmente, «Shook Ones Pt. II» ha sido descrita como una canción de East Coast rap, hardcore hip hop, y gangsta rap. La canción contiene un sample de bajo tono de «Jessica» de Herbie Hancock y «Kitty with the Bent Frame» de Quincy Jones; el break de batería está tomada de «Dirty Foot» de Daly-Wilson Big Band. El sample de Herbie Hancock se ralentizó y se modificó el tono para crear el ritmo de la canción.

## Recepción de la crítica
Okla Jones de Consequence of Sound calificó la canción como “lo más destacado en un álbum legendario”, añadiendo: “Desde el lazo de apertura de la canción hasta la línea icónica de Prodigy: ‘To all the killers and hundred-dollar billers’, el hip-hop nunca volvería a ser el mismo”. Jason Birchmeier de AllMusic describió «Shook Ones Pt. II» como un “gigantesco himno callejero”.

### Clasificaciones
En septiembre de 2021, la revista Rolling Stone posicionó a «Shook Ones Pt. II» en el puesto #215 en su lista de “las 500 mejores canciones de todos los tiempos”. En agosto de 2019, Rob Sheffield colocó la canción en la posición #22 en su lista de las “50 mejores canciones de los noventa”. En agosto de 2010, Pitchfork clasificó a «Shook Ones Pt. II» en el puesto #25 en su lista de las “200 mejores canciones de la década de 1990”, y el crítico musical Sean Fennessey escribió: “Hav creó una canción que es difícil de describir como algo más que hirviendo a fuego lento– una línea de piano amenazadora, al estilo de John Carpenter, cae debajo de un tambor hirviente y lo que suena como una sierra de cinta oxidada en la distancia. Una auténtica combustión lenta. Casi todo lo que dicen los dos se ha convertido en una amenaza citable o una pizca de rap vérité”. En junio de 2017, «Shook Ones Pt. II» ocupó el puesto #35 en la lista de las “100 mejores canciones de hip-hop de todos los tiempos” de la revista Rolling Stone. En mayo de 2013, Robbie Ettelson posicionó a «Shook Ones Pt. II» en el puesto #23 en su lista de “las 25 canciones de rap más violentas de todos los tiempos”.

## Posicionamiento
| Gráfica (1995)                                           | Pico de posición |
| -------------------------------------------------------- | ---------------- |
| Estados Unidos (Billboard Hot 100)                       | 59               |
| Estados Unidos (Billboard Dance Singles Sales)           | 7                |
| Estados Unidos (Billboard Hot R&B/Hip-Hop Songs)         | 52               |
| Estados Unidos (Billboard Hot R&B/Hip-Hop Singles Sales) | 16               |
| Estados Unidos (Billboard Hot Rap Songs)                 | 7                |

## Certificaciones y ventas
| País                     | Certificación | Ventas |
| ------------------------ | ------------- | ------ |
| Dinamarca (IFPI Danmark) | Oro           | 45,000 |
| Reino Unido (BPI)        | Platino       | 60,000 |